# Leszek Krzemień
Leszek Krzemień, właśc. Maks Wolf (ur. 28 sierpnia 1905 w Warszawie, zm. 27 sierpnia 1997 tamże) – generał brygady Wojska Polskiego (1951), działacz komunistyczny, kilkakrotnie więziony.

## Życiorys
Urodził się w rodzinie Michała, buchaltera, i Balbiny z Uzdańskich (1870–1957). W 1922 ukończył 6 klas Gimnazjum Zrzeszenia Nauczycielskiego w Warszawie, po czym rozpoczął aktywną działalność w komunistycznym ruchu młodzieżowym. Od 1921 był szefem okręgu Komunistycznego Związku Młodzieży Polski, a od 1934 członkiem Sekretariatu Komitetu Centralnego KZMP. Od 1924 był członkiem Komunistycznej Partii Polski, do czasu rozwiązania partii w 1938 był kierownikiem Wydziału Wojskowego Komitetu Centralnego KPP. W latach 1928–1931 był słuchaczem Międzynarodowej Szkoły Leninowskiej w Moskwie. Był kilkakrotnie więziony za działalność komunistyczną, łącznie spędził w więzieniu około 9 lat. We wrześniu 1939 uciekł do strefy sowieckiej, gdzie był urzędnikiem w Fabryce Mleka w miejscowości Barnauł. W maju 1943 został wcielony do formowanego na terytorium ZSRR ludowego Wojska Polskiego jako szeregowy. Po przybyciu do obozu w Sielcach nad Oką został wyznaczony na zastępcę dowódcy 2 dywizjonu przeciwpancernego do spraw polityczno-wychowawczych i awansowany na podporucznika w korpusie oficerów politycznych. Od maja 1943 był szefem Wydziału Wojskowego Zarządu Głównego Związku Patriotów Polskich. Od sierpnia 1943 był zastępcą ds. polityczno-wychowawczych 2 pułku czołgów, a od września 1943 1 Brygady Pancernej im. Bohaterów Westerplatte. Od marca 1944 był zastępcą dowódcy do spraw polityczno-wychowawczych 1 Brygady Artylerii Armat, po czym w lipcu 1944 przeszedł do pracy etatowej w Wydziale Wojskowym Zarządu Głównego Związku Patriotów Polskich. W 1944 został członkiem Polskiej Partii Robotniczej.
Od maja do października 1945 był delegatem Rządu RP – szefem Polskiej Misji Wojskowej w Wiedniu. Następnie został zastępcą III wiceministra obrony narodowej w stopniu pułkownika (w ciągu 3 lat awansował z szeregowego na pułkownika). W latach 1946–1947 szef Kancelarii Wojskowej Prezydenta RP Bolesława Bieruta. Wchodził również w skład Głównej Komisji Odznaczeniowej. Od lipca 1947 był delegatem Ministra Obrony Narodowej dla realizacji umów zagranicznych, a w latach 1948–1950 zastępcą dowódcy Okręgu Wojskowego Nr IV do spraw politycznych we Wrocławiu – szefem Zarządu Polityczno-Wychowawczego okręgu. Od lipca 1950 do kwietnia 1954 zastępca szefa Głównego Zarządu Politycznego Wojska Polskiego. Na mocy zarządzenia Prezydenta RP Bolesława Bieruta z 26 stycznia 1951 został awansowany do stopnia generała brygady. Od kwietnia 1954 do grudnia 1955 szef Polskiej Misji Wojskowej w Komisji Nadzorczej Państw Neutralnych. Po powrocie do kraju został przeniesiony do rezerwy. Od grudnia 1955 do maja 1957 był zastępcą redaktora naczelnego „Trybuny Ludu”. W sierpniu 1957 powołany ponownie do służby wojskowej objął stanowisko pełnomocnika rządu Polskiej Rzeczypospolitej Ludowej ds. pobytu Wojsk Radzieckich w Polsce i przewodniczącego delegacji polskiej w Komisji Mieszanej. W lutym 1961 uzyskał tytuł magistra historii w Wojskowej Akademii Politycznej im. Feliksa Dzierżyńskiego.
Rozkazem personalnym ministra obrony narodowej z 9 kwietnia 1968, po wydarzeniach marcowych 1968 został przeniesiony w stan spoczynku. Na emeryturze publikował tendencyjne książki i artykuły na temat działalności KZMP i KPP. Na kongresach Związku Bojowników o Wolność i Demokrację w 1974 i 1979 powołany w skład Rady Naczelnej ZBoWiD.
Od 1940 był żonaty z Zofią z domu Gaszyńską (1911–1999), urzędniczką. Małżeństwo miało córkę i syna.
Zmarł w Warszawie, pochowany na cmentarzu Wojskowym na Powązkach w Warszawie (kwatera B2-12-24).

## Awanse
W trakcie służby w ludowym Wojsku Polskim otrzymywał kolejne awanse na wyższe stopnie wojskowe:
- szeregowy – 1943
- podporucznik – brak danych
- porucznik – 1943
- kapitan – 1943
- major – 1943
- podpułkownik – 1945
- pułkownik – 1946
- generał brygady – 1951

## Wybrane publikacje
- Polska odrodziła się: przemówienie delegata Tymczasowego Rządu Polskiego na Węgry i Austrię wygłoszone przez radio w Budapeszcie dn. 14 lipca 1945 r., Budapeszt: Wyd. Komit. Pomocy Repatriantom Polskim na Węgrzech 1945
- O ojczyźnie i patriotyzmie, Warszawa: Wydawnictwo Ministerstwa Obrony Narodowej 1951 (wyd. 2 – 1953)
- By słowa nasze chwytały za serce: rzecz o agitacji, Warszawa: Wydawnictwo Ministerstwa Obrony Narodowej 1953
- Przeciwko ideologicznemu rozbrajaniu partii: o niektórych problemach rewizjonizmu na tle pewnych publikacji prasowych w Polsce w latach 1956–1957, Warszawa: „Książka i Wiedza” 1958 (wyd. 1959, przekład rosyjski 1959)
- Kropla w potoku, t. 1–2, Warszawa: „Iskry” 1961 (wyd. 2 – 1963)
- Dwudziestolatki początku wieku XX: o ludziach, pracy i walce młodzieży komunistycznej w Polsce w latach 1918–1928, Warszawa: „Iskry” 1967.
- Spór o dziedzictwo ideowe KPP, Warszawa: „Książka i Wiedza” 1970
- Związek Młodzieży Komunistycznej w Polsce: pierwsze dziesięciolecie 1918–1928, Warszawa: „Książka i Wiedza” 1972
- Szkice polemiczne w związku z dyskusją o Drugiej Rzeczypospolitej i o roli Komunistycznej Partii Polski, Warszawa: „Książka i Wiedza” 1974
- Czas wojny, Warszawa: „Książka i Wiedza” 1980
- Zbuntowani: opowieść o KZMP, Warszawa: „Iskry” 1987

## Ordery i odznaczenia
- Order Sztandaru Pracy I klasy (1955)
- Order Krzyża Grunwaldu III klasy (1945)
- Krzyż Oficerski Orderu Odrodzenia Polski (1 sierpnia 1947)[4]
- Złoty Krzyż Zasługi (1946)
- Srebrny Krzyżem Zasługi (1945)
- Srebrny Medal „Siły Zbrojne w Służbie Ojczyzny”
- Brązowy Medal „Za zasługi dla obronności kraju” (1967)
- Medal im. Ludwika Waryńskiego (1986)[5]
- Krzyż Wojenny Czechosłowacki 1939 (Czechosłowacja)